# Visual Basic .NET
Visual Basic .NET, è la nuova versione di Visual Basic. Le principali novità di questo nuovo linguaggio di sviluppo del Framework .NET sono che è basato su oggetti e che è compilato.
Il Visual Basic, come il suo corrispondente C#, è un punto di congiunzione di tante iniziative e tecnologie di sviluppo Microsoft del passato come ad esempio: il COM e gli ActiveX, sostituiti con assembly e classi di oggetti completamente gestiti: per gestiti (dall'inglese managed) si intende che la gestione della memoria è gestita autonomamente dal garbage collector. Con Visual Basic è possibile realizzare: applicazioni Windows Forms, web, servizi, componenti COM, MQ, Web service ed anche destinate a dispositivi mobili tramite l'uso delle librerie del Compact framework.
Microsoft ha annunciato che non ci saranno più importanti aggiornamenti per Visual Basic .NET.
Visual Basic è uno dei linguaggi principali di Visual Studio, la suite per programmatori di Microsoft, basata interamente sul Framework .NET.

## Storia

### Visual Basic .NET (VB 7)
Visual Basic .NET (internamente la versione 7.0), è nato nel 2002. È stato il primo Visual Basic sviluppato sul Framework .NET 1.0. Benché commercialmente sia il successore del VB6, in realtà l'unico punto in comune è la sintassi VB like.
Questa versione supportava il paradigma di programmazione ad oggetti con caratteristiche quali l'ereditarietà, il polimorfismo e l'incapsulamento. Si aggiunge una gestione avanzata della memoria (grazie al garbage collector) e dei puntatori, tutto in un ambiente completamente gestito e a tipizzazione forte.
Oltre tipi e librerie più classiche ritrovabili in ogni linguaggio come IO, formattazione di stringhe, calcoli matematici e statistici e quant'altro, questa versione del linguaggio supportava già il threading, la reflection, gli attributi customizzabili, la programmazione distribuita tramite remoting e la programmazione di oggetti COM.

### Visual Basic .NET 2003 (VB 7.1)
Con la versione del Framework 1.1, Microsoft ha rilasciato una nuova versione di Visual Studio (Visual Studio 2003) e con esso le nuove versioni dei linguaggi inclusi, fra cui Visual Basic .NET 2003 (internamente la versione 7.1).
Oltre ad aver migliorato alcune librerie in termini di performance, come il compilatore in background, in questa versione è stato aggiunto il supporto per il .NET Compact Framework permettendo ai programmatori di sviluppare applicazioni per i dispositivi mobile.

### Visual Basic 2005 (VB 8)
Nel 2005, con la versione 2.0 del Framework, venne rilasciata la nuova versione di Visual Basic, con il nome commerciale di Visual Basic 2005 che per la prima volta abbandona il suffisso .NET. 
In questa versione si aggiungono moltissime nuove caratteristiche di programmazione, tra le quali:
- i generics
- gli eventi custom
- nuovi oggetti kernel per la sincronizzazione dei threads
- le classi parziali, con l'istruzione Partial Class
- lo pseudo-namespace My che semplifica l'accesso a molti metodi di uso comune
- il qualificatore globale di namespace (global)
- i commenti XML per commentare i propri metodi
- l'overload degli operatori
- la definizione di nuovi tipi fra cui gli unsigned e i nullable.

In più, sono comparse nuove parole chiave:
- Continue
- IsNot
- My
- TryCast
- Using

Inoltre, centinaia di aggiornamenti sono stati eseguiti sui metodi del framework distribuiti nei vari namespace come IO, Security, Cryptography, Threading e altri.

### Visual Basic 2008 (VB 9)
Visual Basic 2008 è uscito in anticipo il 19 novembre 2007 ed è stato implementato sul Framework .NET 3.5 con il rilascio di Visual Studio 2008.
Questa versione del linguaggio aggiunge caratteristiche innovative come i letterali XML e LINQ. Proprio per il supporto a LINQ sono state introdotte moltissime novità, fra le quali i tipi anonimi, l'inferenza dei tipi, le espressioni lambda e i metodi di estensione.
Inoltre è stato integrato l'utilizzo dei nuovi Framework implementati dalla versione 3.0 di .NET fra cui:
- Entity Framework, che permette di lavorare con un modello a oggetti anche sui database;
- Windows Presentation Foundation, un nuovo namespace contenente classi per il disegno di interfacce utente windows o web;
- Windows Communication Foundation, un nuovo namespace che rende più semplice utilizzare le tecniche di programmazione distribuita;
- Workflow Foundation, per realizzare applicazioni o assembly di workflow, poi implementabili in ogni applicazione .NET;
- Card space, una nuova tecnologia per la centralizzazione dei login su sistemi web.

Inoltre, è stato esteso l'utilizzo del linguaggio tramite l'uso del nuovo IDE di sviluppo Visual Studio 2008, per realizzare applicazioni con la tecnologia Silverlight basata su WPF.

### Visual Basic 2010 (VB 10)
Nell'aprile 2010, Microsoft ha rilasciato Visual Basic 2010.

### Visual Basic 2012 (VB 11)
Visual Basic 2012 è stato rilasciato insieme .NET Framework 4.5.

### Visual Basic 2015 (VB 14)
Visual Basic 2015 (nome in codice VB "14.0") è stato rilasciato contemporaneamente all'uscita di Visual Studio 2015.

### Visual Basic 2017 (VB 15)
Visual Basic 2017 (nome in codice VB "15.0") è stato rilasciato contemporaneamente all'uscita di Visual Studio 2017 (15.33, 15.5, 15.8). Introduce nuove tecniche di refactoring che consentono di organizzare il codice sorgente con una sola azione.

### Visual Basic 2019 (VB 16)
Visual Basic 2019 (nome in codice VB "16.0") è stato rilasciato contemporaneamente all'uscita di Visual Studio 2019. È la prima versione di Visual Basic focalizzata sul nuovo framework di Microsoft .NET Core.

## Esempi

### Hello, World
Esempio in Visual Basic classico (6.0 e precedenti):
```
Private
 
Sub
 
Command1_Click
()

   
MsgBox
 
"Hello, world!"

End
 
Sub

```

Esempio in Visual Basic .NET con la nuova classe MessageBox:
```
Private
 
Sub
 
button1_Click
(
ByVal
 
sender
 
As
 
System
.
Object
,
 
ByVal
 
e
 
As
 
System
.
EventArgs
)
 
Handles
 
button1
.
Click

   
MessageBox
.
Show
(
"Hello, world!"
,
 
"Titolo esempio"
,
 
MessageBoxButtons
.
OK
,
 
MessageBoxIcon
.
Information
)

End
 
Sub

```

Esempio in Visual Basic .NET con la vecchia funzione Msgbox:
```
Private
 
Sub
 
button1_Click
(
ByVal
 
sender
 
As
 
System
.
Object
,
 
ByVal
 
e
 
As
 
System
.
EventArgs
)
 
Handles
 
button1
.
Click

   
Msgbox
(
"Hello, world"
)

End
 
Sub

```

Nell'esempio sopra riportato è indicata la nuova sintassi che sostituisce il classico MsgBox. La visualizzazione del messaggio è effettuata dal metodo Show della classe MessageBox. Notare che normalmente per invocare un metodo è necessario creare un'istanza di una classe. In questo caso, tuttavia, il metodo, essendo di tipo Shared (cioè condiviso), può essere chiamato anche senza istanziare la classe. La vecchia sintassi MsgBox è, comunque, supportata anche dalla nuova piattaforma di sviluppo. Per istanziare una classe si intende creare un oggetto del tipo definito dalla classe.
La compatibilità tra la versione classica (VB 6) e le nuove versioni VB.NET è garantita dalla libreria Microsoft.VisualBasic. Tale libreria è stata pensata per garantire un graduale passaggio dalla vecchia modalità di programmazione verso le nuove componenti del linguaggio VB.NET e del framework .NET. È pertanto sconsigliato l'uso di tale libreria nella realizzazione di nuovi progetti.

### Delegate
I delegate sono puntatori a funzioni utilizzabili nella gestione degli eventi, utili nella programmazione asincrona.
```
Module
 
Module1

   
Public
 
Delegate
 
Sub
 
dTest

   
Sub
 
Main
()

      
Dim
 
temp
 
as
 
new
 
dTest
(
AddressOf
 
Test
)

      
'invocazione sincrona

      
temp
.
invoke

      
'invocazione asincrona

      
temp
.
BeginInvoke
(
New
 
AsyncCallback
(
AddressOf
 
EndTest
),
 
temp
)

      
Console
.
WriteLine
(
"OK"
)

      
Console
.
ReadLine

   
End
 
Sub

   
Sub
 
Test
()

      
'Qui c'è un'elaborazione lunga

   
End
 
Sub

   
Sub
 
EndTest
(
ByVal
 
ar
 
As
 
iAsyncResult
)

      
ar
.
AsyncState
.
EndInvoke
(
ar
)

      
Console
.
Writeline
(
"EndTest"
)

   
End
 
Sub

End
 
Module

```

## Caratteristiche del linguaggio
Come per il suo corrispondente C#, i codici sorgenti scritti in VB.NET sono normalmente compilati secondo i criteri JIT: la trasformazione in codice macchina (ovvero eseguito direttamente dalla CPU) avviene su richiesta solo all'atto di caricamento ed esecuzione del programma. In prima istanza il codice sorgente viene convertito dal framework in un codice intermedio detto CIL e solo all'esecuzione del programma il CLR converte il CIL in codice macchina, man mano che viene eseguito. Una seconda possibilità è la cosiddetta compilazione Ngen, che permette di convertire tutto il codice CIL in codice macchina in una volta sola.

## Funzionalità di Visual Basic .NET non presenti in C#
- Le variabili possono essere dichiarate con il costrutto WithEvents;
- Auto-wireup degli eventi: VB.NET usa il comando Handles per gestirli;
- Uso della struttura With ... End With per l'accesso diretto alle funzionalità di un oggetto;
- Metodo IsNumeric per verificare se una stringa può essere convertita (casting) in un numero;
- XML Literals;[4]
- Dichiarazione diretta delle date usando la sintassi #1/1/2000#;
- Moduli (analoghi a classi statiche);
- Accesso diretto ai membri di un Modulo (Vedi Now come esempio)
- Il namespace My.*;[5]
- I componenti COM e l'interoperabilità sono più performanti su oggetti a runtime,[6]
- I Namespaces possono essere incorporati nel progetto in modo da non doverli richiamare ogni volta nei vari file;
- Eccezioni in-line filtrati da un'espressione booleana, usando il blocco "When expression".[7];
- Sintassi differente su Linq To Objects dove, fra l'altro, è possibile omettere l'istruzione "select" finale per ottenere la lista di oggetti direttamente.

## Passaggio da VB6 a VB.NET
Benché molti programmatori abbiano creduto a un aggiornamento del linguaggio, in realtà VB.NET e VB non sono compatibili. 
Nell'IDE di sviluppo è integrato un convertitore che, però, garantisce una conversione parziale del codice. Nella maggior parte dei casi, è necessaria una totale revisione dello stesso dal momento che la tecnica di programmazione è passata da essere imperativa (anche se basata su eventi) a essere orientata agli oggetti.

## Per usare VB.NET
VB.NET è un linguaggio di libero utilizzo e il relativo compilatore è scaricabile dall'area download del sito Microsoft. Inoltre, è disponibile anche una versione completamente gratuita di Visual Studio detta Express. Inoltre dalla versione Visual Studio 2013 esiste anche l'edizione gratuita denominata "Community" la quale presenta alcune limitazioni in ambito commerciale, ma per il resto identica alla versione "Professional". La scrittura di codice Visual Basic può essere fatta anche semplicemente utilizzando un qualsiasi editor di testo.
Esiste inoltre un compilatore open source e multipiattaforma che, grazie al progetto Mono, è in grado di compilare su ambienti diversi da Windows come macOS e Linux.